# Bencao Gangmu

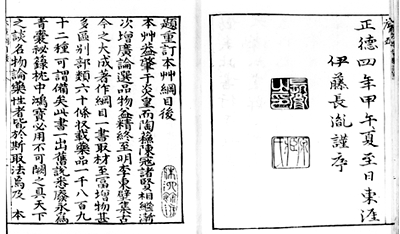
El Compendio de Materia Médica es un texto farmacéutico escrito por Li Shizhen (1518-1593) durante la dinastía Ming de China. Esta edición fue publicada en 1593.

El Bencao Gangmu (本草綱目), también conocido como Compendio de Materia Médica, es el tratado de medicina china escrito por Li Shizhen durante la Dinastía Ming. Es la obra más característica de la medicina (本草) de ese periodo.
El Bencao Gangmu se considera el libro médico más completo y exhaustivo de toda la historia de la medicina china tradicional. Contiene todas las plantas, animales, minerales y objetos que supuestamente tenían propiedades medicinales.
Ha sido traducido a más de 20 lenguas y publicado en todo el mundo. Incluso hoy día es utilizado como libro de referencia.

## El título
El título Bencao Gangmu, que Unschuld (1986:145) tradujo como "Materia Médica, organizada según descripciones farmacológicas y aspectos técnicos," recibe su nombre original de dos palabras compuestas. Bencao ("raíces y hierbas; farmacopea o medicina basada en hierbas") que combina ben (本 "raíz, origen, base") y cao (草 "hierba, planta"). Gangmu ("lista detallada, índice") combina la palabra gang (綱 "cuerda grande, hilos principales, principios esenciales") y mu (目 "ojo, mirada, categoría, división").

## Historia
Li Shizhen terminó el primer borrador del texto en 1578, después de leer más de 800 libros de referencia médica y de realizar 30 años de práctica. Por ello y por sus otros logros, Li Shizhen es comparado con Shennong, un dios de la mitología china que enseñó a los hombres la agricultura y las propiedades medicinales de las hierbas.

## Contenido
El Compendio de Materia Médica tiene 53 volúmenes en total:
1. Al principio encontramos una tabla de referencia que contiene la lista de entradas incluidas y 1.160 diagramas dibujados a mano que servían para ilustrar la obra.
2. Desde el volumen 1 hasta el 4 encontramos un índice (序例) y una lista exhaustiva de hierbas que podían tratar las enfermedades más comunes (百病主治藥).
3. Desde el volumen 5 hasta el 53 encontramos el texto principal, con descripción de 1.892 hierbas distintas de las cuales 374 fueron añadidas por el propio Li. También hay 11.096 descripciones de tratamientos para enfermedades comunes (de las cuales 8.160 fueron compiladas por el propio Li).

El texto tiene casi 2 millones de caracteres chinos, clasificados en 16 divisiones y 60 órdenes. Para cada hierba hay una referencia al nombre, la descripción detallada de aspecto y olor, su naturaleza, su función medicinal, los efectos, las recetas colaterales, etc.

## Valor
Con la publicación del Compendio de Materia Médica, no sólo se mejoró la forma en la que la medicina tradicional china compilaba y daba formato a sus clasificaciones, sino que supuso un medio muy importante para dar mayor credibilidad a la disciplina, así como mejorar el valor científico de la clasificación
biológica de animales y plantas.
El compendio corrigió muchos errores y falsas apreciaciones sobre la naturaleza de las hierbas y las enfermedades. Li también incluyó muchas hierbas nuevas, añadiendo sus propios descubrimientos sobre medicamentos, su efectividad y función, así como una descripción más detallada de los experimentos. También
dejó notas y registros sobre datos médicos generales e historiales médicos.
El Compendio de Materia Médica es más que un texto farmacéutico, porque contiene información tan amplia que cubría temas de biología, química, geografía, mineralogía, geología, historia, e incluso minería y astronomía, cosas todas ellas que tenían poco que ver con las hierbas medicinales.

## Controversia
El Compendio de Materia Médica también contiene información que ha sido probada errónea con las técnicas más modernas de experimentación. No obstante, no todas los errores fueron debidos a limitaciones técnicas de su tiempo. Por ejemplo, en él se indica que el plomo no es tóxico, cuando sus efectos nocivos para la
salud son muy conocidos desde hace más de dos mil años.